# James Counsilman
James Counsilman (ur. 28 grudnia 1920 w Birmingham, zm. 4 stycznia 2004 w Bloomington) – amerykański pływak, trener pływania.
Jako zawodnik był mistrzem USA w stylu klasycznym, ale karierę przerwała mu II wojna światowa (służył jako pilot bombowca, odbył 32 loty bojowe; został odznaczony za odwagę).
Ukończył studia na Uniwersytecie Stanu Ohio i Uniwersytecie Illinois. Prowadził badania (praca doktorska) nad kraulem i jednocześnie był trenerem Waltera Risa, którego doprowadził do mistrzostwa olimpijskiego na 100 m stylem dowolnym (Londyn, 1948).
Swoje analizy techniki pływania, oparte m.in. na obserwacjach podwodnych kamer, zawarł w książce The Science of Swimming (1966).
Jednocześnie nadal trenował pływaków z drużyny uniwersyteckiej Indiana i był naczelnym trenerem reprezentacji olimpijskiej. Kolejne złote medale jego podopieczni zdobywali na igrzyskach w Tokio (1964) i przede wszystkim w Monachium (1972), z niepobitym do 2008 rekordem Marka Spitza (7 tytułów). Rekord ten został pobity przez Michaela Phelps'a w 2008 na olimpiadzie w Pekinie (8 tytułów mistrza olimpijskiego).
W 1979 jako najstarszy (wówczas) człowiek przepłynął kanał La Manche.
W ostatnich latach życia cierpiał na chorobę Parkinsona.